# Jaskó Bálint
Jaskó Bálint (Budapest, 1986. május 24. – ) magyar színész.

## Életpályája
2007-ben végzett az Új Színház stúdiójában. Ebben az évben a Miskolci Egyetem kulturális antropológia szakos hallgatója lett, amelyet nem fejezett be. 2007-2014 között a KOMA bázis színésze, 2014-től szabadúszó volt. 2021-2023 között a Pesti Magyar Színház tagja volt. 2023-tól a Thália Színház színésze.

### Magánélete
Felesége Horváth Sisa Anna színésznő, akivel 2019-ben kötött házasságot.

## Fontosabb színházi szerepei
- Kárpáti Péter: Ofélia Árnyszínháza (Nagypapa, Frakkos Úr, És Fürdőszobaajtó, Favágó, Kalauz, Gonosz Szomszédbácsi, Rendőr) – 2016/2017
- Mikó Csaba: Offroad (András) – 2015/2016
- Kiállok Érted (Szereplő) – 2015/2016
- Martin Mcdonagh: A Kripli (Bartley) – 2015/2016
- Jean Genet: Said (Madani, Fuvolás, Fuvolás, Madani, Őrmester, Őrmester, Musztafa, Musztafa) – 2014/2015
- William Shakespeare: Vízkereszt Vagy Amit Akartok (Sebastian, Viola Ikertestvére) – 2014/2015
- Kolozsi Angéla – Pálfi Kata: Kutyafül, Macskakő, Egérút (Szereplő) – 2014/2015
- Tennessee Williams: A Vágy Villamosa (Fiatalember, Allan) – 2013/2014
- Choderlos De Laclos: Veszedelmes Viszonyok (Danceny Lovag) – 2013/2014
- Nemzeti Vegyesbolt (Kristóf) – 2013/2014
- William Shakespeare: Athéni Timon (Szereplő) – 2012/2013
- Tennessee Williams: A Kétszereplős Darab (Asszisztens) – 2011/2012
- Garaczi László: A Tizedik Gén (Szereplő) – 2011/2012
- Marguerite Duras: Nyáron, Este Fél Tizenegykor (Szereplő) – 2010/2011
- Kovács Kristóf: Az Utolsó Roma – Egy Utolsó Cigány (Szereplő, Szereplő) – 2010/2011
- Tasnádi István: Fédra Fitness (Hippolütosz) – 2008/2009
- Garaczi László: Plazma (Fábián, Plazmapasas) – 2007/2008
- Molière: A Fösvény (Zabszár, Harpagon Szolgája) – 2006/2007

## Filmek
- Ede megevé ebédem (2006)
- Buda (2012)
- Coming out (2013)
- Tévéország (2015)
- X Company (2017)
- Szájhős.tv (2022)

## Televíziós sorozatok
| Év        | Cím                  | Szerep                    | Megjegyzés     | Csatorna |
| --------- | -------------------- | ------------------------- | -------------- | -------- |
| 2014      | Hacktion: Újratöltve | Hajnal Tibor              | Főszereplő     |          |
| 2017–2018 | Oltári csajok        | Farkas Márk               | Főszereplő     |          |
| 2019      | Alvilág              | Díler 2                   | Mellékszereplő |          |
| 2019–2020 | Drága örökösök       | Dr. Szabó Zsolt, fogorvos | Epizódszereplő |          |
| 2020      | Bátrak földje        | Rokoczay Móric báró       | Főszereplő     |          |
| 2023–2024 | Hazatalálsz          | Farkas Rajmund            | Főszereplő     | TV2      |